# Campostoma pullum
Campostoma pullum är en fiskart som först beskrevs av Agassiz, 1854.  Campostoma pullum ingår i släktet Campostoma och familjen karpfiskar. Inga underarter finns listade.